# Косьцерниця (Кошалінський повіт)
Косьцерниця (пол. Kościernica, нім. Kösternitz) — село в Польщі, у гміні Полянув Кошалінського повіту Західнопоморського воєводства.
Населення — 282 особи (2011).

## Демографія
Демографічна структура станом на 31 березня 2011 року:
|          | Загалом | Допрацездатний вік | Працездатний вік | Постпрацездатний вік |
| -------- | ------- | ------------------ | ---------------- | -------------------- |
| Чоловіки | 146     | 27                 | 111              | 8                    |
| Жінки    | 136     | 25                 | 87               | 24                   |
| Разом    | 282     | 52                 | 198              | 32                   |